# 幹話
講幹話（英語：talking shit）是垃圾話的一種類型，含有某種程度的貶義。 幹話可以作為挑衅的一種策略，用於吸引旁觀者的注意力，或是引起對方的負面情緒，進而造成失誤。

## 詞語意義
講幹話，主要是指一個人講述相當正面積極的話，但卻對當下所處的情景或對象毫無助益，或者需要解決當下所面臨難題困境沒有幫助，讓聽者在認知上感到苦惱與氣憤。
流行起因源自近現代動漫、影視等戲劇裡，故事主角與同伴同行，主角遭遇難題與困境急需要同伴幫忙解決時，同伴只會說些陽光正向的感性話語，卻對主角當下所處困境毫無幫助，或是幫倒忙讓困境變得更糟，久之觀眾看到戲劇裡出現類似情形就會忍不住想吐槽或嘲諷。
爾後詞意也被衍伸嘲諷一些以公眾人物為名義所著書籍內文，宣傳如何成功向上的宣傳性標語，但對大部分讀者而言沒有顯著幫助。
幹話也可以是講述一些不真實、無趣、浮誇或毫不相關的廢話，或是刻意傳播錯誤的說話內容。
與「髒話」相比較的話，講髒話的人反映的是個人的品格，以及教育程度的問題，卻未必是有意挑起糾紛；但是，講幹話的人即使沒有使用骯髒的字眼，卻有可能是故意要引起混亂局面。

## 延伸閱讀
- Laudun, John. . Journal of American Folklore（英语：Journal of American Folklore）. 2012, 125 (497): 304–326  [2021-07-23]. ISSN 1535-1882. S2CID 161856135. doi:10.5406/jamerfolk.125.497.0304. （原始内容存档于2016-10-02）.
- "Running rabbits and talking shit: folkloric communication in an urban Black bar". Bell, M.J. 1975.
- Waitt, Gordon; Warren, Andrew. . Australian Geographer（英语：Australian Geographer） (Informa (UK)). 2008, 39 (3): 353–365. S2CID 145620369. doi:10.1080/00049180802270549.
- Castro, Jordan. . The Nervous Breakdown（英语：The Nervous Breakdown (magazine)）. （原始内容存档于2021-07-24）.